# 안드리 예르마크

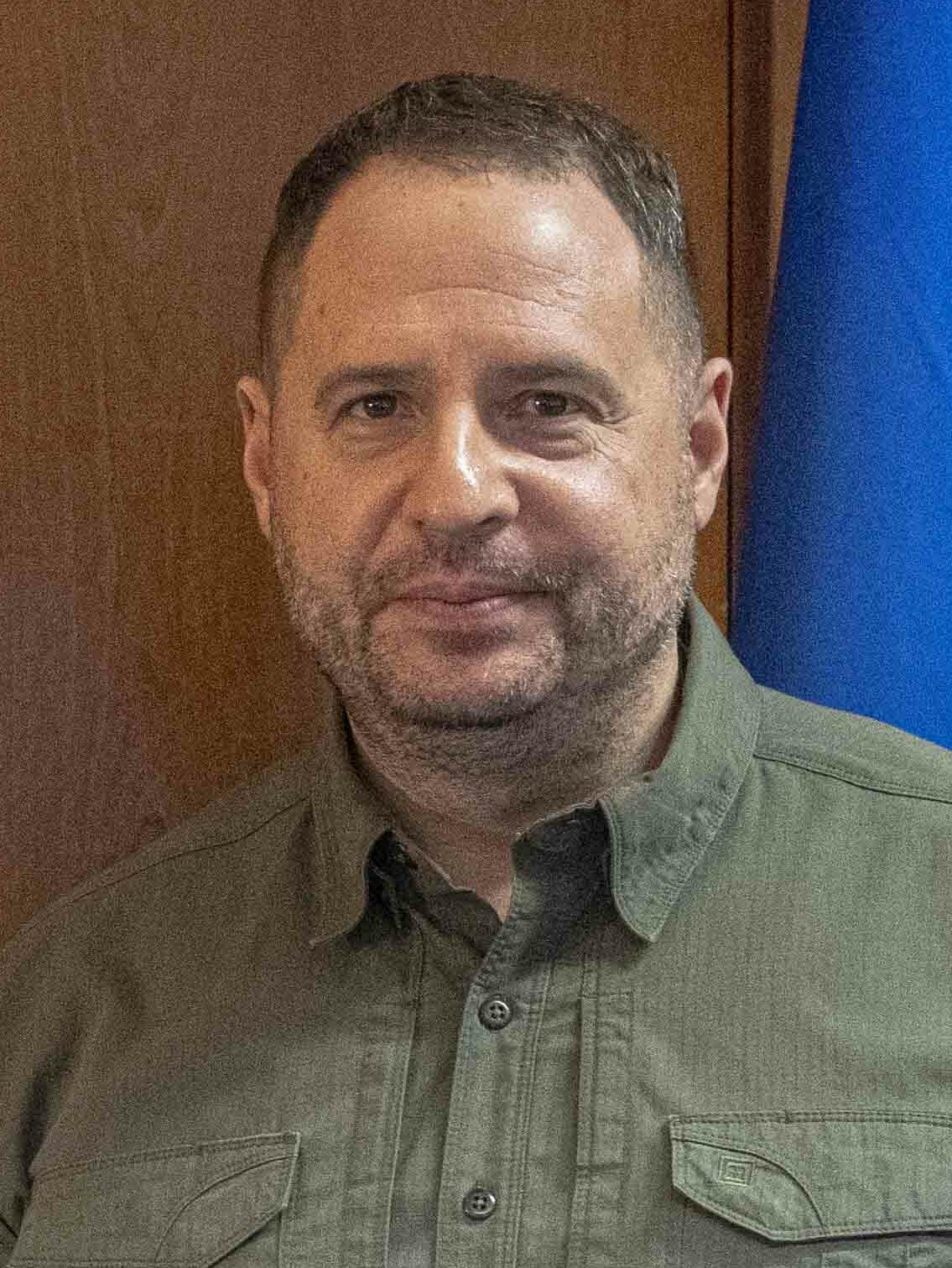

안드리 예르마크(우크라이나어: Андрій Єрмак, 본명: 안드리 보리소비치 예르마크, 우크라이나어: Андрій Борисович Єрмак, 1971년 11월 21일 ~ )는 우크라이나의 정치인이자 전 영화 제작자로, 볼로디미르 젤렌스키에 의해 2020년 2월 11일부터 우크라이나 대통령실 책임자로 임명되었다.
예르마크는 또한 우크라이나 군대의 최고 지휘 및 통제 기관인 최고 사령관 본부의 일원이기도 하다. 젤렌스키의 오른팔이자 우크라이나의 "실질적인 권력 중개인"으로 묘사되었다. 2023년 폴리티코는 그를 키이우의 "녹색 추기경"(Green Cardinal)이라고 불렀다. 2024년 타임 (잡지)은 예르마크를 세계에서 가장 영향력 있는 100인 연례 목록에 올렸다.

## 같이 보기
- 트럼프-우크라이나 스캔들